# Вотум довіри
Во́тум довіри у режимі парламентської демократії — голосування парламенту, на якому депутати вирішують, висловлювати чи ні свою довіру чинному урядові. Це голосування часто закінчується позитивно, оскільки чинні уряди переважно мають більшість у парламенті.

## Парламенти, засновані на британській традиції
У країнах британської парламентської традиції, включаючи Сполучене королівство, Канаду, Австралію або Нову Зеландію, до вотуму довіри може призвести пропозиція або поправка опозиції або прийняття фінансового законопроєкту, наприклад бюджету. Після обговорення питання ставиться на голосування. У випадку негативного рішення уряд має подати заяву про відставку, парламент розпускається, і у найкоротший термін організуються дострокові загальні вибори.
У 2005 у Палаті громад Канади пройшло два вотуму довіри. Перший, у травні 2005, стосувався бюджету. Уряд меншості Ліберальної партії Канади зберіг довіру Палати, вчасно об’єднавшись з Новою демократичною партією і призначив до Кабінету міністрів консервативного депутата.
Другий, що пройшов 28 листопада 2005, був вотумом недовіри, запропонований трьома опозиційними партіями. Прийнятий 171 голосом проти 133, вотум змусив прем’єр-міністра Пола Мартіна подати у відставку від імені свого уряду і вимагати розпуску парламенту та оголошення загальних виборів, які було проведено 23 січня 2006 р.

## УНімеччині
У німецькому парламенті бундестазі існує лише можливість «конструктивного вотуму недовіри» (нім. Konstruktives Misstrauensvotum), тобто, вибори іншого канцлера за абсолютної більшості. Однак канцлер завжди має право підняти питання про довіру. Якщо бундестаг відмовляє канцлерові у довірі, федеральний президент може розпустити його за пропозицією канцлера через 21 день, якщо лише тим часом бундестаг не обрав іншого канцлера. Цей механізм багаторазово використовувався канцлером, який насправді володіє більшістю, для того, щоб оголосити нові вибори.

## УФранції
Перший абзац статті 49 конституції 5-ї республіки передбачає, що Уряд Франції може вимагати проведення голосування з питання про довіру у Національних зборах і ніде більше. Це питання може стосуватись урядової програми або загальнополітичної декларації. Це одна з трьох форм використання політичної відповідальності уряду поряд з вотумом недовіри і прийманням тексту без голосування, що передбачено статтею 49, абзацом 3. Питання про довіру — класичний механізм парламентарного режиму: він покликаний забезпечити існування взаємних способів впливу у виконавчої та законодавчої влад. Він відповідає праву розпуску Національних зборів, яке має президент Франції на підставі статті 12 Конституції. На практиці питання про довіру може переслідувати дві мети: або щоб на початку терміну впевнитись, що програму нового уряду підтримає більшість, або щоб закріпити більшість Національних зборів навколо уряду у випадку розбіжностей у думках або великої політичної події.
З 1958 всі уряди, що ставили питання про довіру, отримували підтримку Національних зборів. Уряд Франсуа Фійона отримав її 17 березня 2009 на свою декларацію про зовнішню політику (стосувалась, зокрема, відновлення Франції у сполученому військовому командуванні НАТО) при 330 голосах «за», 238 «проти» та 9 утримались. Уряд Домініка де Вільпена також отримав підтримку 8 червня 2005 [Архівовано 29 червня 2010 у Wayback Machine.] 363 голосів проти 178. Вотум довіри необов’язково забезпечує прем’єр-міністрові збереження його уряду: у 1972 Жак Шабан-Дельмас змушений був вручити заяву про відставку Жоржу Помпіду лише через декілька тижнів після отримання підтримки від своєї більшості. Цей приклад ілюструє одну з особливостей французької конституційної системи: прем’єр-міністр, законність якого залежить від Національних зборів і який відповідає перед ними, повинен також впевнитись у підтримці президента Республіки, за виключенням періоду спільного існування уряду і голови держави, що належать до різних політичних напрямків, коли президент втрачає свої основні прерогативи. Ця форма режиму називається дуалістичним парламентаризмом.